# Nowa Różanka (gmina Srokowo)
Nowa Różanka (niem. Waldhaus Wenden) – osada w Polsce, położona w województwie warmińsko-mazurskim, w powiecie kętrzyńskim, w gminie Srokowo, w sołectwie Siniec.
W latach 1975–1998 miejscowość administracyjnie należała do województwa olsztyńskiego.
Osada stanowi praktycznie przysiółek Nowej Różanki w gminie Kętrzyn.